# NGC 3950
NGC 3950 est une lointaine et vaste galaxie elliptique située dans la constellation de la Grande Ourse. NGC 3950 a été découverte par l'astronome irlandais Lawrence Parsons en 1875.

## Caractéristiques

### Distance
Sa vitesse par rapport au fond diffus cosmologique est de 22 575 ± 15 km/s, ce qui correspond à une distance de Hubble de 333 ± 23 Mpc (∼1,09 milliard d'al).
À ce jour, une mesure non basée sur le décalage vers le rouge (redshift) donne une distance d'environ 316,000 Mpc (∼1,03 milliard d'al). Cette valeur est à l'intérieur des valeurs de la distance de Hubble.

### Classification
Dans un article publié en 1990 on a cru que NGC 3950 pouvait être d'une galaxie naine situé dans le champ de vision (field of view (FOV)). C'était avant que l'on mesure son décalage vers le rouge en 2005 dans le cadre du relevé SDSS. Avec un diamètre dépassant les 150 kal, cette galaxie n'est définitivement pas une galaxie naine.